# Walter Otte
Walter Otte (* 8. Januar 1936 in Trautliebersdorf; † 11. Juni 1976 in Ilsenburg) war ein Todesopfer an der innerdeutschen Grenze.

## Leben

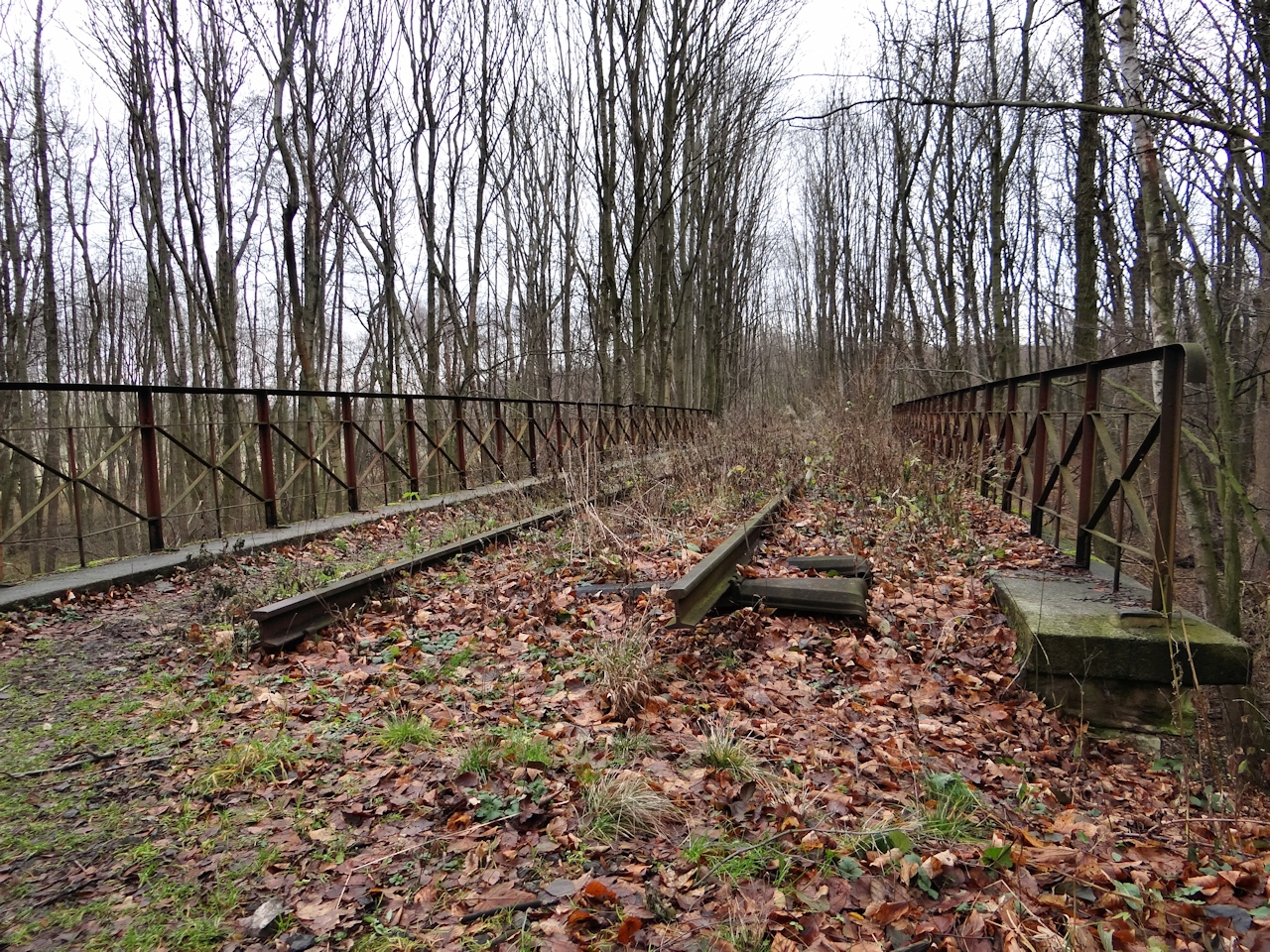
Stillgelegte Brücke über die Ecker, 2013

Der in Bad Harzburg lebende und häufig alkoholisierte Otte erschien erstmals 1967 an der nahegelegenen DDR-Grenze und erklärte, in der DDR leben zu wollen. Otte wurde vom Ministerium für Staatssicherheit angeworben, um Informationen über die Zolldienststellen in Bad Harzburg zu sammeln, und zurück geschleust. Da er vereinbarte Trefftermine an der Grenze nicht wahrgenommen hatte, wurde die Zusammenarbeit bald beendet. In den Folgejahren überquerte er die Grenze immer wieder illegal, was er auch nach der Verbüßung zweier Haftstrafen fortsetzte. Am 10. Juni 1976 gegen 23 Uhr begab er sich südlich von Eckertal an die Grenze, die dort entlang der Ecker verlief. Auf der Brücke der stillgelegten Bahnstrecke Heudeber-Danstedt–Bad Harzburg rüttelte er am Grenzzaun und rief „Hallo Freunde, hier bin ich … helft mir rüber!“ Daraufhin eröffnete der Stabsfeldwebel Erwin G., der sich auf dem den Grenzanlagen vorgelagerten DDR-Gebiet von hinten an Otte herangeschlichen hatte, aus 4 bis 6 Meter Entfernung das Feuer, wobei er rief „Hier sind Deine Freunde!“. Otte wurde am Bauch und am Arm verletzt. Man schaffte ihn durch die Grenzanlagen zum Bataillonsstab Ilsenburg. Dort stellte der um 0:30 Uhr eingetroffene Arzt Ottes Tod fest. Um den Vorfall zu vertuschen, brachten MfS-Mitarbeiter die Leiche in die Glacis-Anlage, einen Magdeburger Park, legten neben ihm eine Pistole ab und fotografierten den Toten als vermeintlichen Selbstmörder.
Das Landgericht Magdeburg verurteilte den Schützen Erwin G. am 30. Juni 2000 wegen Mordes zu einer lebenslangen Haftstrafe, da er trotz der erkennbaren Harmlosigkeit Ottes beim Gebrauch seiner Schusswaffe den Tod des Grenzgängers in Kauf nahm. Das war die höchste jemals in einem Mauerschützenprozess verhängte Strafe. Sie wurde jedoch nicht rechtskräftig, da Erwin G. Revision gegen das Urteil einlegte. Mit seiner Entscheidung vom 17. Mai 2001, den Schuldspruch auf Totschlag abzuändern und die Sache zu neuer Verhandlung an das Landgericht Dessau zu verweisen, vertrat der Bundesgerichtshof die Auffassung, Erwin G. könne nicht zur Last gelegt werden, sein Opfer heimtückisch getötet zu haben. Mit Blick auf die erhebliche Indoktrination und den besonderen Druck der Befehlslage sowie weiterer strafmildernder Aspekte reduzierte das Landgericht Dessau die Freiheitsstrafe auf drei Jahre.
Ein im Dezember 2021 am Ort des Vorfalls aufgestelltes Gedenkkreuz mit einer Hinweistafel erinnert an Walter Ottes Tod.